# Guinee-Bissau
Guinee-Bissau (uitspraak: [ɣinebiˈsɑu]), officieel de Republiek Guinee-Bissau (Portugees: Republica da Guiné-Bissau), is een land in West-Afrika dat grenst aan Guinee (386 km), Senegal (338 km) en de Atlantische Oceaan (350 km). Om verwarring met buurland Guinee te voorkomen, werd in 1974 de naam van de hoofdstad Bissau aan de landsnaam toegevoegd.

## Geschiedenis

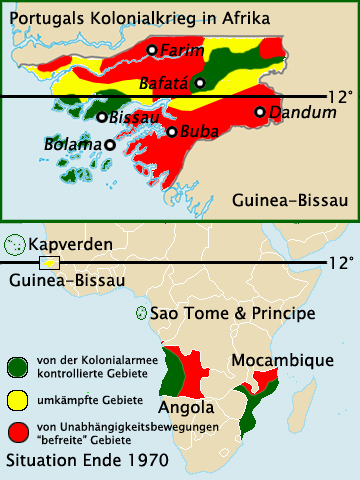
Situatie in de koloniale oorlog tussen Portugal en PAIGC van het einde van 1970

Het kleine West-Afrikaanse land, dat eerder deel uitmaakte van het Ghanese rijk en daarna van het Koninkrijk Mali, kreeg in de 15e eeuw voor het eerst te maken met Portugezen. De eerste versterkte handelsposten langs de kust, zoals Cacheu, werden door hen bestuurd vanuit de noordwestelijker gelegen Kaapverdische Eilanden; toen een strategisch Portugees koloniaal steunpunt. De inheemse bevolking verbouwde traditioneel rijst en won zout. Guinee-Bissau en omgeving werden belangrijk voor de handel in slaven en goud. Niet enkel voor de Portugezen overigens; er daagde ook Franse, Engelse, Nederlandse en zelfs Zweedse, Deense en Duitse concurrentie op.
De Portugezen drongen langs de vele rivieren een eind het continent in en stichtten handelsnederzettingen die uitgroeiden tot kleine lokale centra, zoals Farim en Ziguinchor, tegenwoordig een tamelijk grote stad in buurland Senegal. Langs de oevers van de rivieren Casamance, Cacheu, Geba en Buba ontstond een koloniaal gebied, rond 1700 bekend als Rios da Guiné. Vanaf 1753 werd de versterkte vesting van Bissau gebouwd door Kaapverdianen die speciaal hiervoor waren overgebracht.
Rond 1800 maakte Engeland aanspraak op het eiland Bolama en nabijgelegen kleinere eilanden voor de kust van Guinee-Bissau. De afschaffing van de slavernij in de 19e eeuw veroorzaakte een economische crisis die de introductie van nieuwe gewassen rond de handelsposten tot gevolg had, zoals aardnoten, palmolie en rubberplantages. In 1870 zag Groot-Brittannië af van zijn claims op Bolama en omgeving na bemiddeling van de Amerikaanse president Ulysses Grant.
In 1879 werd het land officieel een Portugese kolonie. In mei 1886 werd de grens vastgelegd met Frans-West-Afrika, waardoor het gebied rond Casamance definitief Frans werd en Portugees-Guinea in het zuiden een kleine compensatie kreeg. De onderwerping van het binnenland verliep moeizaam en ging vaak gepaard met geweld. Er waren bloedige veldtochten tegen strijdlustige Afrikaanse opperhoofden. Bij het begin van de 20e eeuw startte de Portugese bezetter een campagne tegen stammen in het binnenland, met de hulp van de moslimbevolking langs de kust. Pas in 1915 was er effectieve controle over het hele grondgebied, maar nog geregeld waren er opstanden op verschillende plaatsen. Het zou tot 1936 duren voor de Bijagósarchipel, een groep kleine eilanden in de Atlantische Oceaan, definitief onder koloniale controle kwam.
Tussen de twee wereldoorlogen werd er in en tussen de productiecentra geïnvesteerd in infrastructuurwerken en elektriciteit, wegen en vooral bruggen. Koloniale firma's legden zich toe op de verwerking van pinda's, het voornaamste exportproduct, en op de distributie van consumptiegoederen over het territorium.
De Portugese koloniale wetgeving onderscheidde de bevolking in "ontwikkeld" en "inheems", legaliseerde onder dwang opgelegde arbeid, regelde de bewegingsvrijheid door middel van pasjes en opgelegde routes, en de betrekkingen tussen ambtenaren en de traditionele lokale gezagsdragers. Aan de top van de koloniale maatschappij stond een kleine kern van Portugese leidinggevenden en kaderleden; de ambtenaren waren voor 75 % Kaapverdianen. Ook in de commerciële sector waren de bedrijfseigenaars en bedienden overwegend Kaapverdianen. Op het laagste niveau kwam de grote massa Guineeërs: huisknechten, arbeiders en landbouwarbeiders, ambachtslui en kleine boeren.
In 1942 werd Bissau naast de economische ook officieel de politieke hoofdstad van Portugees-Guinea. In 1950 werden van de ruim een half miljoen inwoners van Guinee slechts 8230 beschouwd als "geciviliseerd": 2273 blanken, 4568 halfbloeden, 1478 zwarten en 11 Indiërs. Van hen waren er 3824 geregistreerd als analfabeet (541 blanken, 2311 mestiezen en 772 zwarten).
In 1951 hervormde Portugal zijn koloniale systeem en werd Portugees-Guinea een "overzeese provincie". De jaren vijftig worden gekenmerkt door economische en politieke bewustwording. De staking van arbeiders en zeelieden in de haven van Bissau werd op 3 augustus 1959 bloedig neergeslagen en staat bekend als de Slachting van Pindjiguiti.
In 1956 richtte Amilcar Cabral de PAIGC (Partido Africano para a Independência da Guiné e Cabo Verde – Afrikaanse Partij voor de Onafhankelijkheid van Guinee en Kaapverdië) op, die vanaf 1963 tot 1974 de gewapende strijd voor onafhankelijkheid voerde in Guinee-Bissau en Kaapverdië, waar de strijd wegens de omstandigheden clandestien gevoerd moest worden. De opstand in Guinee begon met een aanval op de kazerne van Tite. In 1968 was twee derde van Portugees-Guinea bevrijd door de goed georganiseerde linkse bevrijdingsbeweging, die op sympathie en daadwerkelijke steun kon rekenen in Oost en West, uit de Derde Wereld, de buurlanden (met name Guinee) en bij jongeren van over heel de wereld. Mede daardoor kon Amílcar Cabral diplomatieke successen oogsten met zijn optreden voor de VN-dekolonisatiecommissie en een audiëntie bij paus Paulus VI, samen met zijn strijdgenoten uit Angola en Mozambique.
De gouverneur van Portugees-Guinea, generaal António de Spínola (1968-1973), antwoordde daarop te laat, zo zou blijken, met een strategie die de PAIGC intern in verwarring moest brengen. Zijn programma Por uma Guiné Melhor (Voor een Beter Guinee) organiseerde een dynamischer bestuur, maar mikte tegelijk op meer rivaliteit tussen diverse bevolkingsgroepen, vaak op raciale gronden. Zo zou de (overwegend uit mestiezen bestaande) kleine burgerij geplaatst worden tegenover een gelijkaardige nieuwe klasse van lokale évolués ("de échte zonen van het land"). Dit als legitimering naar de buitenwereld toe van de aanwezigheid van Portugal als "stabiliserende factor". In het zicht van de definitieve mislukking van dit beleid pleegden leden van de Portugese geheime dienst PIDE op 20 januari 1973 een dodelijke aanslag op Amilcar Cabral in Conakry. Cabral zou de geschiedenis ingaan als een van de toonaangevende leiders van de koloniale bevrijdingsstrijd.

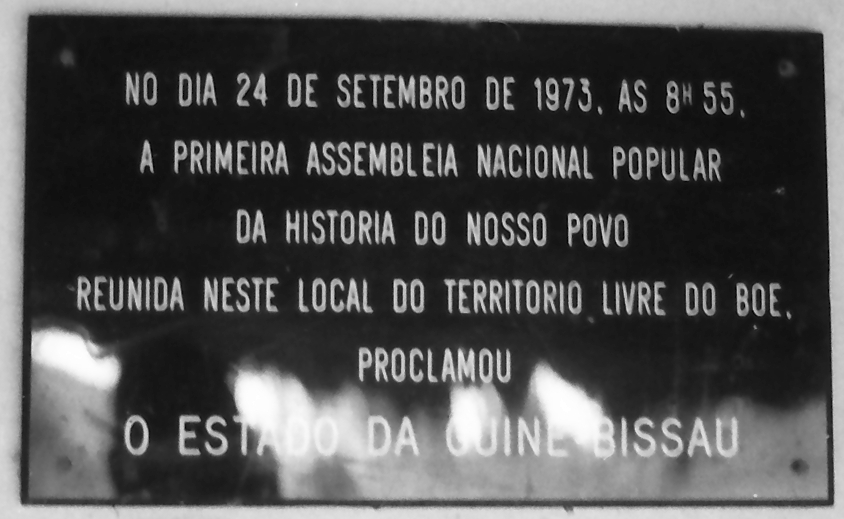
Gedenkplaat op het gebouw waar de uitroeping van de onafhankelijkheid in 1973 plaatsvond, Madina de Boé.

Zijn dood verhinderde geenszins verder succes van de PAIGC in de gewapende strijd. Op 24 september 1973 vergaderde de Nationale Volksvergadering voor het eerst in Madina do Boé, in het zuidoosten van het land en riep daar de soevereine Republiek Guinee-Bissau uit, die vrijwel onmiddellijk door 63 landen werd erkend. De eerste, door de Volksvergadering verkozen president van het land werd Luis Cabral, halfbroer van de vermoorde Amilcar. Geen jaar later, op 25 april 1974, brak in Portugal de Anjerrevolutie los, die het einde inluidde van bijna 50 jaar dictatuur evenals het vertrek van de koloniale troepen uit alle kolonies. Portugal erkende de onafhankelijkheid van zijn voormalige kolonie op 10 september 1974.
De verdere geschiedenis van het onafhankelijke Guinee-Bissau is een aaneenschakeling van dictaturen, staatsgrepen en politiek geweld. Van 1980 tot 2009 was João Bernardo Vieira een aantal keren president. Op 2 maart 2009 werd hij door opstandige militairen gedood (zie verderop bij 'Politieke situatie').
Het leger van het land werd ervan verdacht een rol te spelen in de georganiseerde smokkelroutes die lopen van Zuid-Amerika via West-Afrika naar Europa. De onrust zou vaak te maken hebben met geschillen en afrekeningen in de onderwereld.

## Geografie
Ooit was er meer reliëf in Guinee-Bissau, maar dit is verdwenen door erosie. Landinwaarts bevinden zich grassavannen en bij de grens met Guinee is het land heuvelachtig. Aan de zuidoostelijke grens ligt het Fouta-Djalonplateau met een hoogte tot 300 m. De sterk verbrokkelde kustvlakte wordt gekenmerkt door brede trechtervormige riviermondingen en door overstroomde rivierdalen. De belangrijkste rivieren zijn de Cacheu, de Buba, de Geba en de Corubal. De riviermondingen bevatten zout water. Door de vloed kan het water wel 100 km landinwaarts opstuwen en een getijdenverschil van 7 m veroorzaken. Als gevolg hiervan komen verschillende gebieden regelmatig onder water te staan. Ondanks deze mogelijke wateroverlast is het kustgebied dichtbevolkt. Tussen de kust en de savannen in het oosten bevindt zich tropisch regenwoud.
De hoofdstad is Bissau (558.400, 2018; 355.000 inwoners, 2004). De andere steden zijn klein, tellen minder dan 20.000 inwoners, en liggen meestal bij of langs een rivier.

## Bestuurlijke indeling
Guinee-Bissau is verdeeld in acht regio's (regiões) en één autonome sector (sector autónomo), de hoofdstad Bissau. De 8 regiões zijn op hun beurt onderverdeeld in 37 sectores.

## Bevolking

### Demografie

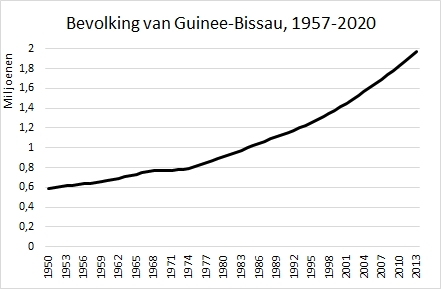

De geschatte bevolking van Guinee-Bissau in 2020 was 1.967.998. De jaarlijkse bevolkingsgroei neemt gestaag af van 2,65% in 2011 tot 2,45% in 2020.
- Levensverwachting: mannen 54,3 jaar, vrouwen 57,7 jaar (gegevens 2015)[4]
- Analfabetisme: mannen 34,8%, vrouwen 62,1% (gegevens 2009)[6]

### Bevolkingsgroepen
Balanta 25%, Fulbe 20%, Mandingo 12%, Manyako 10%, Papéis 10% , Mestiezen (meestal van Kaapverdiaanse afkomst): naar schatting 10 000.

### Talen
Portugees (officiële taal), Crioulo of Kriol (lingua franca), Fulfulde (Fulani), Mandingo

### Religies
Van de bevolking hangt circa 50 tot 54 % natuurgodsdiensten aan. Circa 38 tot 45 %, waaronder met name veel Fulani en Mandingo, behoort tot de islam. Christenen (voornamelijk katholieken) maken 5 tot 8 % van de bevolking uit (zie: Katholieke Kerk in Guinee-Bissau).

## Politiek

### Politiek systeem
De grondwet dateert uit 1984 en is voor het laatst gewijzigd in 1999. Het voorziet in een parlement, bestaande uit één kamer, de Nationale Volksvergadering, met 102 leden die elke vijf jaar gekozen worden. De president wordt elke vijf jaar rechtstreeks gekozen en kan maximaal eenmaal herkozen worden.
- huidig staatshoofd: president Umaro Sissoco Embaló (sinds 27 februari 2020)
- huidige premier: Rui Duarte de Barros (sinds 20 december 2023)

### Politieke situatie
In 1980 werd Luis Cabral door een staatsgreep afgezet. De verslechterde economische situatie, waarbij de droogte een rol speelde, maar ook het zwakke beleid van Cabral werden verantwoordelijk gehouden. João Bernardo Vieira werd voor de eerste maal president. Deze staatsgreep maakte ook een eind aan de gemeenschappelijke plannen met Kaapverdië.
Tot in 1984 werd Guinee-Bissau geregeerd door een Revolutionaire Raad van militairen met een PAIGC-stempel. Er werden dat jaar verkiezingen gehouden met door de PAIGC voorgeselecteerde kandidaten voor een parlement dat een grondwet goedkeurde. Onder druk van in Portugal verblijvende oppositie werden in 1989 de eerste wetten geratificeerd waardoor meerdere partijen mogelijk werden, en vakverenigingen, persvrijheid en stakingsrecht gegarandeerd zijn. In 1991 begon een democratiseringsproces. De eerste meerpartijenverkiezingen voor president en parlement werden gehouden op 3 juli 1994 en gewonnen door de PAIGC, voornamelijk door de onderlinge verdeeldheid van de oppositie.
Vanaf 1995 groeide de kritiek op de regering, die verantwoordelijk gehouden werd voor het slechte economische beleid, corruptie, stijgende prijzen en de achteruitgang van de sociale omstandigheden. In 1997 sloot Guinee-Bissau aan bij een groep overwegend Franstalige Afrikaanse landen die de CFA-frank als munt hanteren. De sociale onrust nam hand over hand toe en op 7 juni 1998 brak een militaire opstand uit, geleid door de ontslagen opperbevelhebber van de strijdkrachten, Asumane Mané. Deze opstand werd breed door de bevolking gesteund. Elf maanden lang bevond het land zich in een staat van burgeroorlog, mensen vluchtten naar het binnenland en naar de buurlanden. De PAIGC bestuurde het land tot 7 mei 1999, toen een militaire junta de macht overnam.
Na definitieve beëindiging van het conflict in april 2000, waarbij Nino Vieira na asiel in de Portugese ambassade in Bissau uitweek naar Portugal, werden in november 1999 en januari 2000 parlements- en presidentsverkiezingen gehouden. Deze leverden een overwinning op voor de Partido da Renovacao Social (PRS), die een coalitie vormde met de RGB/Bafata-partij en enkele onafhankelijken. Kumba Yalá (PRS) werd de nieuwe president. Ansumane Mané probeerde echter zijn functie als Supremo Comandante van de militaire junta in stand te houden. Gesteund door een kleine entourage, trachtte Mané in november 2000 een coup te plegen, maar het leger bleef achter de president staan. Mané kwam enkele dagen daarna om. De binnenlandse politiek bleef sindsdien erg instabiel. In 2001 dreigde president Yalá het parlement te ontbinden en als alleenheerser op te treden; het parlement op zijn beurt verklaarde Yalá handelingsonbekwaam te achten.
De verkiezingen in 2004 brachten de PAIGC in het parlement als sterkste partij (45 van de 102 zetels). De presidentsverkiezingen van 2005 brachten Nino Vieira terug aan de macht. Op 16 november 2008 werden de parlementsverkiezingen dan weer gewonnen worden door de PAIGC, die 67 van de 100 zetels bezette. Op 2 maart 2009 werd president Vieira omgebracht door militairen toen hij probeerde zijn huis te ontvluchten. De aanslag vond plaats enkele uren na een granaataanval op het legerhoofdkwartier, waarbij zijn rivaal, stafchef Batiste Tagmé Na Waié, om het leven kwam.
Op 12 april 2012 werd een militaire staatsgreep gepleegd waarbij de interim-president en een belangrijke presidentskandidaat werden gearresteerd. De voormalige vicestafchef, generaal Mamadu Ture Kuruma, werd aangesteld als tijdelijke leider en er werden gesprekken met oppositiepartijen gehouden over de politieke toekomst. Op 11 mei 2012 werd Manuel Serifo Nhamadjo benoemd tot interim-president van Guinee-Bissau.
In 2014 werden de uitgestelde presidentsverkiezingen gewonnen door José Mário Vaz van de PAIGC. Vaz diende zijn vijfjarige presidentiële ambtstermijn volledig uit en werd de eerste president sinds de onafhankelijkheid die daarin slaagde. Hij benoemde Faustino Imbali tot premier op 29 oktober 2019, ter vervanging van Aristide Gomes. Elf dagen later, op 8 november 2019, trok Imbali zich terug, onder druk van ECOWAS.
President Vaz werd niet herkozen bij de presidentsverkiezingen van 2019, waar hij als onafhankelijke aan deelnam. De tweede ronde van deze verkiezingen werd een strijd tussen de oud-premiers Domingos Simões Pereira (namens de PAIGC) en Umaro Sissoco Embaló (namens Madem G15, een afsplitsing van de PAIGC). Embaló vergaarde ruim 53% van de stemmen en riep de overwinning uit, maar deze werd wegens vermoedens van fraude verworpen door een meerderheid in het parlement. Parlementsvoorzitter Cipriano Cassamá werd benoemd als vervangend president, maar deze legde de taak na één dag weer neer. Embaló benoemde Nuno Gomes Nabiam als premier, terwijl de vorige premier Aristides Gomes weigerde ontslag te nemen.

### Mensenrechten
Guinee-Bissau heeft een autoritair regime. In de democratie-index van The Economist neemt Guinee-Bissau de 159e plaats in van de 167 opgenomen landen.
Er worden herhaalde schendingen van de mensenrechten gemeld; Amnesty International maakte melding van politieke moorden in het land en bedreiging, mishandeling en ontvoering van politici door de veiligheidsdiensten van het land.

## Economie
Guinee-Bissau wordt tot de allerarmste landen ter wereld gerekend. De economie is voor meer dan 90% afhankelijk van de export van cashewnoten. De verhoogde productie heeft de wereldmarktprijs doen kelderen.
De kleinschalige landbouwsector stelt ongeveer 85 % van de bevolking te werk. Guinee-Bissau is een van de grootste cashewnotenproducenten ter wereld. De inkomsten van de cashewoogst zijn noodzakelijk om de moeilijke periode aan het einde van het regenseizoen te overbruggen, wanneer het wachten is op de nieuwe oogst van de gewassen. De wereldmarktprijzen van cashewnoten zijn ondertussen gekelderd, wegens stijgende export door Brazilië en India.
Er is geen openbare elektriciteitsvoorziening. 79% van de bevolking heeft geen toegang tot drinkbaar water en sanitair. In Guinee-Bissau is drinkbaar water zelfs in de steden geen vanzelfsprekendheid, overal kan men vrouwen en kinderen met jerrycans water van 20 liter zien rondzeulen. Tijdens het regenseizoen teisteren epidemieën – voornamelijk cholera – de bevolking. Het aantal ondervoede mensen steeg van 24% in 1990 tot 37% in 2003. Die ondervoeding loopt gelijk met een dalende binnenlandse rijstproductie in dezelfde periode. Ontbossing, bodemerosie, dalende neerslag en uitputting van de meest vruchtbare landbouwgronden zijn enkele van de pijnpunten. Tegelijk is er een bevolkingsgroei in het land. Rijst is het basisvoedsel bij uitstek. De zelfvoorzieningsgraad wat betreft rijstproductie daalt echter sterk sinds 1990.
Een burgeroorlog in 1998 tussen door Senegal gesteunde regeringstroepen en een militaire junta leidde tot een daling van het bnp van 28%, waarvan het land nooit hersteld is. Functionerende overheidsinstellingen zijn nagenoeg onbestaand. Begin 21e eeuw leek het land voorzichtig op weg naar een min of meer stabiele democratie.
Het begrotingstekort van de staat is relatief hoog: ongeveer een derde van de uitgaven worden door inkomsten gedekt. De relatief lage prijs voor cashewnoten op de wereldmarkt werkt ook nadelig voor het land. Vele jongeren beproeven hun geluk als gastarbeider in Portugal.
Guinee-Bissau is een belangrijke draaischijf geworden in de doorvoer van drugs uit Zuid-Amerika naar Europa.
- Munteenheid: CFA-frank (XOF), koers 1 euro = 655.957 CFA-frank – 1 franc CFA = 0,00152 euro
- Bnp: $ 316 miljoen (2005), $ 223 per inwoner
- Ontwikkelingshulp: ontvangst $ 59 miljoen

### Armoede
Volgens het Ontwikkelingsprogramma van de Verenigde Naties leeft in Guinee-Bissau 65,7% van de bevolking onder de armoedegrens.

### Corruptie
In Guinee-Bissau is corruptie wijdverbreid. In de corruptieperceptie-index die jaarlijks door Transparency International wordt gepubliceerd, neemt Guinee-Bissau de 161e plaats in van de 175 opgenomen landen.
Deze corruptie wordt gezien als een belangrijke hindernis bij economische ontwikkeling.

## Bekende personen van Guinee-Bissause afkomst

### Politici

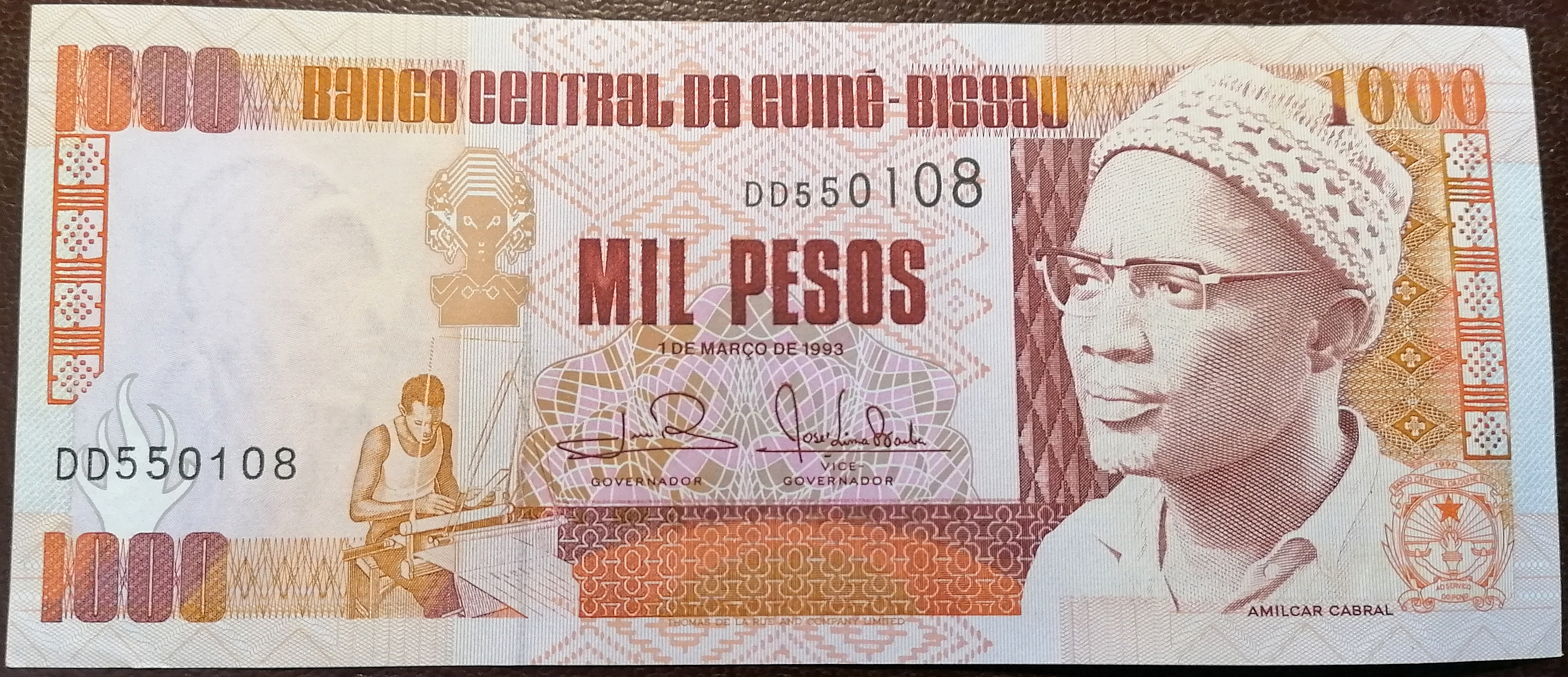
Bankbiljet met het portret van Amilcar Cabral

- Amílcar Cabral (Bafatá, 1924 - Conakry 1973), landbouwkundig ingenieur, schrijver en politicus. Cabral leidde de PAIGC, de onafhankelijkheidsbeweging van Guinee-Bissau. Hij werd in 1973 vermoord op last van de Portugese geheime politie.
- Luis Cabral (Bissau, 1931 - Torres Vedras (Portugal), 2009), politicus, halfbroer van Amílcar Cabral. Hij was van 1973 tot 1980 de eerste president van Guinee-Bissau.
- João Bernardo Vieira ("Nino") (Bissau, 1939 - Bissau, 2009) was president van Guinee-Bissau van 1980 tot 1999 en van 2005 tot zijn dood in 2009.
- Joacine Katar Moreira (Bissau, 1982). Zij was lid van het Portugese parlement voor de politieke partij LIVRE vanaf oktober 2019. Op 3 februari 2020 werd zij uit de partij gezet na meningsverschillen. Ze is sindsdien onafhankelijk parlementslid.[14]

### Kunstenaars
- Atchutchi Ferreira (Bissau, 1949), musicus, oprichter van de Guinee-Bissause band Super Mama Djombo.[15]
- José Carlos Schwarz (Bissau, 1949 - Havana, 1977), musicus, oprichter van de Guinee-Bissause band Cobiana Djazz.
- Flora Gomes (Cadique, 1949), filmregisseur.[16]
- Ibra Randolphe (Rotterdam, 1989), musicus.

### Sporters

#### Voetballers geboren in Guinee-Bissau die voor buitenlandse clubs spelen
- Ansu Fati (Bissau, 2002) speelt sinds 2019 voor FC Barcelona.
- Bruma (Bissau, 1994) speelde van 2019 tot 2023 voor PSV.
- Éderzito António Macedo Lopes ("Éder") (Bissau, 1987), speelt sinds 2018 voor Lokomotiv Moskou.
- Mama Samba Baldé (Bissau 1995) speelt sinds 2019 voor Dijon FCO.
- Joelson Fernandes (Bissau, 2014) speelt voor Sporting Lissabon sinds 2020.
- Danilo Luís Hélio Pereira (Danilo) (Bissau, 1991) speelt sinds 2020 voor Paris Saint-Germain.
- Moreto Moro Cassamá (Bissau, 1998) speelt sinds 2019 voor Stade de Reims.
- Carlos Embalo (Bissau, 1994) speelt sinds 2019 voor KAS Eupen.
- Toni Brito Silva Sá (Toni Silva) (Bissau, 1993) speelt voor Taraz FK, Kazachstan sinds februari 2020.
- Jorge Fernando Barbosa Intima, ("Jorginho") (Bissau, 1995) speelt voor Wadi Degla SC, Cairo, Egypte, sinds november 2020.
- João Jaquité (Bissau, 1996) speelt sinds 2020 voor CD Tondela, Portugal.
- Esmaël Gonçalves ("Isma") (Bissau, 1991) speelt voor Chennaiyin FC, India sinds oktober 2020.
- Gerso Fernandes (Bissau, 23 februari 1991) speelt sinds 16 februari 2021 voor Jeju United FC (Zuid-Korea).[17][18]

Voor details over het Guinee-Bissause voetbalelftal, zie Guinee-Bissaus voetbalelftal.

#### Atletiek
- Holder Ocante da Silva (Bissau, 1988), sprinter.
- Braima Suncar Dabo (Catió, 1995), atleet, bekend door bijzondere sportiviteit tijdens de Doha kampioenschappen (2019).[19] Hij won de 2019 World Athletics Fair Play Award.[20] Het verhaal over Braima Dabo's sportieve daad wordt op het Olympic Channel verteld.[21]